# Vuile Oorlog (Mexico)
De Vuile Oorlog (Spaans: Guerra Sucia) is de benaming voor de repressie die in Mexico plaatsvond in de jaren 60 en 70 van de twintigste eeuw. De Vuile Oorlog was op haar hoogtepunt onder de presidentschappen van Gustavo Díaz Ordaz (1964-1970), Luis Echeverría (1970-1976) en José López Portillo (1976-1982).

## Achtergrond
Mexico, hoewel formeel een democratie, was in die tijd feitelijk een eenpartijstaat waarin de Institutioneel Revolutionaire Partij (PRI) alleen symbolische oppositie toeliet. De Vuile Oorlog bestond uit de strijd tegen voornamelijk linkse politieke tegenstanders van de Mexicaanse regering, met name in de hoofdstad en in het zuiden van het land, en dan in het bijzonder in de deelstaat Guerrero. De Vuile Oorlog betrof zowel acties van de geheime diensten tegen individuen als het openbaar inzetten van het leger tegen gewapende groeperingen. De meeste van de acties gingen buiten de rechtsstaat om, en waren dan ook illegaal.
Vergeleken met rest van Latijns-Amerika was de situatie opvallend omdat in Mexico in de jaren 60 en 70 als een van de weinige landen geen militaire dictatuur aan de macht greep, en Mexico continu bestuurd werd door een burgerregering. Hoewel het leger wel betrokken was bij de mensenrechtenschendingen, heeft zij in tegenstelling tot andere Latijns-Amerikaanse landen nooit een leidende rol vervuld in de repressie.

## Vuile Oorlog
Vaak wordt 1968 gezien als begin van de Vuile Oorlog. In dat jaar vonden de Olympische Spelen plaats in Mexico-Stad, wat demonstrerende studenten wilden aangrijpen om de aandacht te vestigen op het ondemocratische karakter van Mexico. President Gustavo Díaz Ordaz wilde echter niet dat Mexico voor de hele wereld te kijk stond en gaf de opdracht de demonstraties hardhandig de kop in te drukken, wat eindigde met het Bloedbad van Tlatelolco van 2 oktober 1968 waarbij 250 demonstranten gedood werden. De Mexicaanse regering deed het af als een door studenten geprovoceerd incident, en gaf bovendien een veel te laag dodenaantal, zodat de internationale aandacht voor dit bloedbad snel wegebde en de Olympische Spelen gewoon door konden gaan. Dit betekende echter geenszins het einde van de moeilijkheden. Een tweede bloedbad vond plaats op 10 juli 1971. Bij een nieuwe demonstratie werden opnieuw tientallen studenten gedood door 'de Valken', een geheime politie-eenheid die was opgericht door president Luis Echeverría, en dit bloedbad stond dan ook bekend als de 'valkenaanval'.
De politieke polarisering van de studenten na 1968, armoede op het platteland en het onverzoenlijke optreden van de PRI vormden nog altijd een vruchtbare voedingsbodem voor het conflict. De repressie kenmerkte zich door het oppakken, martelen en vermoorden van de slachtoffers. Linkse rebellen reageerden met overvallen op leger, politie en politici. Vooral in de deelstaat Guerrero, waar Lucio Cabañas en Genaro Vázquez actief waren, was de Vuile Oorlog fel. Om de problemen te pareren verplaatste Echeverría een vijfde van het Mexicaanse leger naar Guerrero en liet verschillende dorpen bestoken met napalm. Ook werden er gevangenissen ingericht die in een in 2006 uitgelekt rapport als 'concentratiekampen' zijn beschreven. De legendarische guerrillero Lucio Cabañas verzamelde in Guerrero veel steun voor zijn 'Partij van de Armen', en wist onder andere de schoonvader van Echeverría te gijzelen. In 1974 kwam Cabañas om bij een actie waarbij het leger de door hem gegijzelde senator Figueroa bevrijdde.
De mensenrechtenschendingen gingen gedurende de hele termijn van José López Portillo door. Pas tijdens de 'morele renovatie' in de jaren 80 kwam er een einde aan de grootschaligste effecten. 1982, het jaar waarin verschillende socialistische en communistische oppositiepartijen werden gelegaliseerd, wordt wel als einde gezien, hoewel het in zekere zin tot vandaag de dag voortzet.

## Berechting
Het heeft decennialang geduurd voordat berechting van de daders een bespreekbaar onderwerp werd. Pas in 1998, toen voor het eerst een oppositiekandidaat burgemeester van Mexico-Stad was, vond er voor het eerst een herdenking plaats voor de slachtoffers van Tlatelolco. Toen in 2000 de PRI eindelijk verslagen werd en Vicente Fox van de Nationale Actiepartij (PAN) president werd, rees eindelijk de hoop dat de misdaden berecht zouden kunnen worden. Fox' benoemde Ignacio Carrillo Prieto als speciaal aanklager die zich bezig zou moeten houden met de vervolging van de daders.
Tot zover is van berechting nog geen sprake geweest. Carrillo's pogingen hebben nog tot geen enkele veroordeling geleid. Verschillende factoren hebben hiertoe geleid. Ten eerste is een deel van de daders, waaronder Díaz Ordaz en López Portillo, simpelweg al overleden. Verder heeft Carrillo niet de juridische mogelijkheden effectief gekregen te kunnen werden. Nadat een rechter besliste dat (in tegenstelling tot wat de Verenigde Naties voorschrijven) mensenrechtenschendingen wel degelijk kunnen verjaren, is de kans dat de daders nog berecht zullen worden grotendeels verkeken. Bovendien heeft de PRI nog altijd een sterke positie, als partij in het politiek centrum geldt dat de PAN de steun van de PRI nodig heeft om iets gedaan te krijgen, waardoor het de PRI niet al te zeer tot vijand kan maken. Carrillo en zijn medewerkers zouden in 2006 een rapport publiceren aangaande de Vuile Oorlog. Nadat hij van regeringswege de opdracht kreeg zijn rapport te 'zuiveren' (zo moest onder andere het woord 'concentratiekamp' verdwijnen) besloten ze de officiële publicatie van het rapport niet af te zwakken, en hun versie uit te lekken naar het National Security Archive, een Amerikaanse instelling die probeert zo veel mogelijk archiefmateriaal openbaar te maken. Uit dit rapport bleek onder andere dat het leger een grotere rol speelde dan voorheen gedacht, en dat de Vuile Oorlog hoogstwaarschijnlijk al onder Adolfo López Mateos (1958-1964) was begonnen.
De laatste tijd heeft de aandacht zich vooral gericht op de vervolging van Luis Echeverría, die in een juridisch steekspel verkeerde. De aanklager had gepoogd Echeverría te berechten voor genocide (dat niet kan verjaren) met als argument dat Echeverría geprobeerd zou hebben studenten uit te roeien. Nadat de rechter oordeelde dat er niet genoeg bewijs was dat Echeverría zich daadwerkelijk schuldig heeft gemaakt aan genocide, lijkt de hoop op zijn berechting verdwenen.

## Verwijzingen
1. ↑  National Security Archive: "Report documents 18 years `Dirty War` in Mexico"